# Danilo Belardinelli

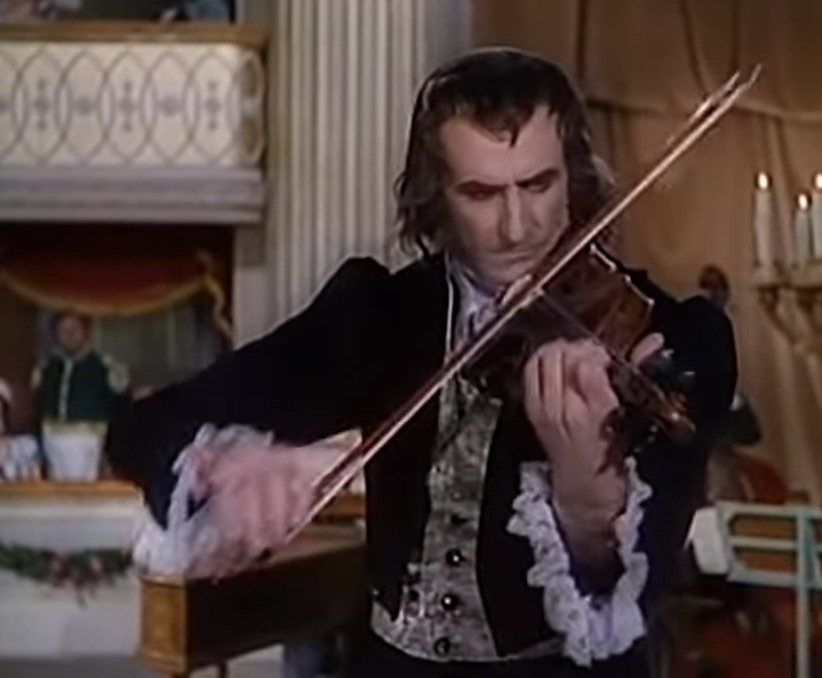
Danilo Belardinelli nei panni di Niccolò Paganini nel film Casta Diva (1954)

Danilo Belardinelli (Roma, 8 dicembre 1915 – Roma, 14 novembre 1998) è stato un violinista e direttore d'orchestra italiano.

## Biografia
Danilo Belardinelli iniziò gli studi del violino a quattro anni, continuandoli con Remy Principe al Conservatorio di S. Cecilia a Roma dove si diplomò nel 1930. La sua prima apparizione in pubblico risale al 1926. Nella sua carriera di concertista suonò nelle principali città in Italia, Germania, Svizzera, Estonia, Lettonia, Lituania, Finlandia, Jugoslavia, Egitto, Brasile, Venezuela, Uruguay, Cile, Repubblica Dominicana. Ha insegnato violino presso i Conservatori di Perugia, Piacenza, Cagliari, Catania, nella Repubblica Dominicana e tra i suoi allievi si ricorda il violinista Jacinto Gimbernard (1931-2017).
Nel 1936 Belardinelli fondò il Quartetto Belardinelli della ‘Camerata Romana’, con Dandolo Sentuti (secondo violino), Emilio Berengo Gardin (viola) e Luigi Fusilli (violoncello), e da quel momento alternò l’attività di solista a quella di quartettista. Il Quartetto vinse nel 1937 il primo premio del Concorso Nazionale di Cremona (nell’ambito delle Celebrazioni stradivariane), avviando in breve tempo una serie di tournée in Italia e all’estero. Il Quartetto prese parte ai Festival internazionali di Venezia e di Baden-Baden (Germania), e suonò nelle principali città italiane, in Germania, Svizzera, Estonia e Finlandia. Tra il 1943 e il 1947 registrò quattro composizioni (il Quartetto n. 2 di Mario Labroca, il Quartetto K 387 di Mozart, il Quartetto op. 33 n. 6 di Boccherini, il Quartetto op. 51 n. 2 di Brahms) sui 78 giri per la Voce del Padrone.
Nel 1943 Belardinelli suonò con Bernardino Molinari, i Concerti Brandeburghesi e i concerti per violino di Bach all’Accademia di S. Cecilia.  Fu invitato anche a suonare nel Festival Internazionale di Musica di Roma del 1944; in questa occasione interpretò la Sonata (1943) di Aaron Copland.
Alla fine del 1944 vinse il concorso nazionale come Concertino Solista nell’Orchestra dell’Accademia di S. Cecilia. Nel 1947 fu contattato insieme ad altri musicisti italiani dalla ‘La Voz del Yuna’ a Santo Domingo nella Repubblica Dominicana come Concertino dell’Orquesta de la Salón e dell’Orquesta de Arcos, ricoprendo anche l’incarico di direttore artistico di ‘Musica Classica’. 
Verso la fine degli anni ‘40 e gli anni ‘50 Belardinelli fu chiamato a Cinecittà per delle collaborazioni a colonne sonore e in alcuni casi ‘prestò’ le mani nelle riprese di esecuzioni violinistiche. In due occasioni ebbe un ruolo come attore. La prima è nel film in bianco e nero Felicità Perduta (1946) del regista Filippo Walter Ratti. Le musiche a cura di Renzo Rossellini, sono di Schubert, Paganini, Brahms e Bruch. Nella sua breve apparizione Belardinelli interpreta un concertista.  
Belardinelli partecipò anche al film Casta Diva (1954) di Carmine Gallone incentrato sulla vita di Vincenzo Bellini. Belardinelli impersona la parte di Paganini in due scene. Si tratta di un remake di un film in bianco e nero del 1935 dello stesso regista.
Tra i tanti concerti in qualità di solista di Belardinelli, si segnala quello del 27 aprile 1952, quando suonò il Concerto di Sibelius col direttore Joseph Keilberth alla direzione dell’Orchestra stabile dell’Accademia di Santa Cecilia presso il Teatro Argentina di Roma. La registrazione del concerto è confluita su un compact disc Archipel nel 2004. Dalla metà degli anni Cinquanta, Belardinelli abbandona progressivamente il violino per dedicarsi alla direzione d’orchestra soprattutto di opere liriche. Belardinelli ha lasciato diverse testimonianze discografiche in qualità di direttore d’opera. Il 17 novembre 1965 Belardinelli tenne la prima esecuzione del poema sinfonico Asteres per orchestra (1962) di Alessandro Casagrande (1922-1964) nella sala del Conservatorio G. Verdi di Milano.
Belardinelli è stato direttore artistico del Teatro Massimo Vincenzo Bellini di Catania dal 1974 al 1977. In quel periodo collaborò, insieme al compositore Rubino Profeta (1910-1985), alla ricostruzione dell’opera Zaira (1829) di Bellini che andò in scena al teatro Bellini di Catania nel 1975 con protagonista Renata Scotto e Giorgio Casellato Lamberti; fu la prima rappresentazione di Zaira del secolo e ne vennero pubblicati e commercializzati dei dischi e dei CD bootleg. Quando era direttore artistico al Teatro di Catania per un breve periodo insegnò violino presso il Conservatorio di Catania. 
Belardinelli è stato sposato in prime nozze col soprano Elisabetta Barbato e in seconde nozze con Carla di Salvo.